# أنتوني ستيوارت (لاعب كريكت)
أنتوني ستيوارت (2 يناير 1970 في أستراليا - ) (بالإنجليزية: Anthony Stuart)‏ هو لاعب كريكت أسترالي.

## وصلات خارجية
- أنتوني ستيوارت على موقع إي آس بي آن كريك إنفو (الإنجليزية)